# Erbsenstreulinge
Die Erbsenstreulinge (Pisolithus) sind eine Pilzgattung aus der Familie der Hartbovistverwandten (Sclerodermataceae). Sie gehören trotz ihrer äußeren Form in die Ordnung der Dickröhrlingsartigen (Boletales). Die Typusart ist Pisolithus arenarius.

## Merkmale
Die Erbsenstreulinge bilden auf der Erdoberfläche aufsitzende (epigäische), unregelmäßig keulenförmige bauchpilzartige Fruchtkörper, die am Grund stielartig verlängert sind und in kräftige Rhizomorphen auslaufen. Die Peridie ist derb, braun und glatt, während der Reifung der Fruchtkörper wird sie brüchig und zerfällt schließlich unregelmäßig. Die Gleba füllt nur den oberen Teil des Fruchtkörpers aus, die die Basidien enthaltenden Teile der Gleba sind durch sterile Adern voneinander getrennt und bilden später erbsenförmige Körperchen, die Pseudoperidien, die zuletzt pulverförmig zerfallen.

## Lebensweise
Die Arten der Gattung Erbsenstreulinge leben als Ektomykorrhizapartner in Wurzelsymbiose mit verschiedenen Laub- und Nadelbäumen.

## Arten
Die Gattung wurde früher als monotypisch betrachtet, heute werden jedoch mindestens 14 Arten anerkannt, davon 5 in Europa, eine davon (Pisolithus albus agg.) gehört in ein noch nicht endgültig geklärtes Artenaggregat, welches ursprünglich in Australien beheimatet ist, durch Eucalyptus-Pflanzungen aber nach Asien (China, Thailand), Afrika (Marokko, Senegal), Nordamerika (USA) und Europa (Spanien) verschleppt wurde. Mit Pisolithus microcarpus wurde eine weitere, mit Eucalyptus vergesellschaftete Art nach Marokko eingeschleppt, ist demnach auch in Europa zu erwarten. Die Bestimmung ist nur eingeschränkt mit klassischen Methoden möglich, jedoch ist die Barcoding-Region ITS hier sehr gut geeignet, um Arten voneinander anhand der DNA-Sequenzen zu unterscheiden.
| Erbsenstreulinge (Pisolithus) in Europa | Erbsenstreulinge (Pisolithus) in Europa | Erbsenstreulinge (Pisolithus) in Europa           |
| Deutscher Name                          | Wissenschaftlicher Name                 | Autorenzitat                                      |
| --------------------------------------- | --------------------------------------- | ------------------------------------------------- |
|                                         | Pisolithus albus agg.                   | (Cooke & Massee 1891) Priest 2018                 |
| Gemeiner Erbsenstreuling                | Pisolithus arhizus                      | (Scopoli 1786) Rauschert 1959                     |
| Zistrosen-Erbsenstreuling               | Pisolithus calongei                     | M.P. Martín, Phosri & Watling 2013                |
|                                         | Pisolithus capsulifer                   | (Sowerby 1814) Watling, Phosri & M.P. Martín 2012 |
|                                         | Pisolithus tinctorius                   | (Persoon 1801) Coker & Couch 1928                 |

## Verbreitung
Die Gattung ist fast weltweit verbreitet und kommt von den Tropen bis in die gemäßigten und borealen Bereiche vor.

## Bedeutung
Der Gemeine Erbsenstreuling (auch Böhmische Trüffel genannt) ist ein beliebter Gewürzpilz.